# Jean-Charles Simon
 (mai 2023).
Pour les articles homonymes, voir Jean-Charles Simon (homonymie).
Jean-Charles Simon, né le 13 mai 1948 à Genève, est un animateur radio, comédien et metteur en scène suisse. De 1995 à 1999, il siège au Parlement suisse en tant que conseiller national pour le canton de Vaud. 

## Biographie
Jean-Charles Simon fait des études de pharmacie dans sa ville natale et pratique quelques années en tant que gérant d'une pharmacie au Grand-Saconnex. Parallèlement, il commence sa carrière de comédien et de metteur en scène dans différents théâtres genevois tels que le Théâtre Mobile, la Comédie de Genève ou encore au Poche. C'est à cette époque qu'il fait la connaissance de Patrick Lapp.  
En 1976, il entame sa carrière d'animateur au côté de Patrick Lapp dans l'émission La Minute qui conte sur la télévision suisse romande et entre à la Radio en 1977. Durant plus de trente ans, il a créé et animé de nombreuses émissions qui ont connu un franc succès, à la télévision telles que Cachecam, Test, Sur un plateau, Midi Publique, Houppa, Lotorire et à la radio, Au fond à gauche, Cinq sur Cinq, Vos désirs font désordre. En 1995, il anime la première version des Dicodeurs et publie le roman Coup de vieux (éditions de l'AIRE), sur une idée de son ami Yvan Dalain.   
En décembre 1995, il est élu conseiller national. Durant ce mandat, il s'engage notamment pour la cause des enfants placés en Suisse. En parallèle, Jacques Santamaria alors directeur de France Inter, le contacte pour coanimer l'émission Les Dix Mots de midi avec William Leymergie.  
Après ce passage en politique, il retourne à ses premiers amours et crée l'émission de radio C'est curieux... puis le fameux Aqua Concert qu'il coanimera pendant plus de dix ans toujours avec Patrick Lapp.   
Jean-Charles Simon a également été comédien dans de nombreuses séries télévisées notamment Les Années d'illusion et dans différentes productions cinématographiques. En 2012, il joue le rôle du psychiatre dans le film d'Alexandre Astier (David et Madame Hansen) avec Isabelle Adjani. En 2019, il tourne dans le film Kaamelott toujours d'Alexandre Astier.  
Aujourd'hui, Jean-Charles Simon poursuit sa carrière de chroniqueur dans la matinale de LFM, ainsi que sa carrière théâtrale avec Patrick Lapp dans Les  Curistes, pièce à sketchs qui égratigne les seniors sans ménagement. En solo, il crée et joue Poste restante, un spectacle drolatique qui narre certaines rencontres parmi les plus marquantes de sa vie, de Dalida à Pierre Desproges ou encore de Johnny Hallyday à Fidel Castro.

## Émissions radio (sélectif)
- Au fond à gauche
- Cinq sur cinq avec Lova Golovtchiner, Émile Gardaz, Patrick Nordmann, Patrick Lapp et Claude Blanc
- Vos désirs font désordre
- C'est curieux...
- Aqua Concert avec Patrick Lapp

## Émission TV (sélectif)
- 1976 : La Minute qui conte
- 2004 à 2006 : L'École des chefs avec Patrick Lapp

## Série TV (sélectif)
- La Pêche miraculeuse
- 1977 : Les Années d'illusions

## Cinéma
- 2012 : David et Madame Hansen d'Alexandre Astier
- 2021 : Kaamelott : Premier Volet d'Alexandre Astier

## Théâtre (sélectif)
En 2004, il met en scène « Amitié et partage » avec Patrick Lapp puis, en 2007 Radioscopie de la Clarinette, toujours avec Patrick Lapp, Pierre-André Taillard (clarinette) et Edoardo Torbianelli (piano).
La même année, Lapp & Simon mettent également en scène La Chauve-Souris, comme spectacle de fin d'année de l'Opéra de Lausanne
En 2008, il participe à la création de la compagnie de théâtre le Boulevard Romand pour laquelle il met en scène et joue dans différents spectacles (2008 Panique au Plazza, 2009 Le Vison voyageur, 2010 Espèces menacées, 2011 L'Amour foot, 2012 Arsenic et vielles dentelles, 2013 Stationnement alterné). 
En 2008, Lapp&Simon inaugurent, dans le cadre du Festival d'Opéra d'Avenches, le concept "Digest Opéra". Durant 45 minutes et entourés d'une équipe de comédiens et de solistes (Claude Blanc, Brigitte Hool, Marc Mazuir, etc.), ils résument à leur sauce les opéras les plus célèbres.    
En 2009, il joue dans l'Histoire du Soldat dans une nouvelle mise en scène signée Patrick Lapp.  

## Publications
- Coup de vieux, Éditions de l'Aire, 1995.